# Zejskojereservoiret
 For alternative betydninger, se Zeya. (Se også artikler, som begynder med Zeya)
Zejskojereservoiret (russisk: Зейское водохранилище, tr. Zejskoje vodokhranilisjtje) er et vandkraftreservoir nær byen Zeja på floden Zeja i Amurs afvandingsområde i Amur oblast i Fjernøstlige føderale distrikt af Den Russiske Føderation. Reservoiret er opkaldt efter floden Zeja og har et areal på 2.420 km², ~ omkring 75% af Fyns areal (3.099,7 km²), samt et maksimalt volumen på 68,4 km³.
Opførelse af dæmningen og vandkraftværket blev påbegyndt i 1964, og påfyldningen af reservoiret skete fra 1974 til 1980. Reservoiret er 24 km bredt, og 225 km langt. Bajkal–Amur jernbanen løber langs nordkysten, hvor der er bygget en 1.100 meter lang bro.
Med en installeret kapacitet på 1.330 MW er vandkraftværket det største i det Fjernøstlige føderale distrikt. Den gennemsnitlige årlige elproduktion er på 4.91 TWh.